# Erich Kähler
Erich Kähler   (Leipzig, 16 de gener de 1906 - Wedel, 31 de maig de 2000) va ser un matemàtic alemany.

## Vida i Obra
Kähler, fill d'un inspector de telègrafs que havia sigut músic de la marina imperial alemanya, va ser escolaritzat a la seva vila natal, Leipzig, fins al 1924 quan va ingressar a la universitat de Leipzig per estudiar matemàtiques. El 1928 va obtenir el doctorat amb una tesi sobre el problema dels n cossos, dirigida per Leon Lichtenstein. Després d'un semestre a la universitat de Königsberg, el 1930 va ser nomenat professor ajudant de la universitat d'Hamburg, sota la direcció de Wilhelm Blaschke, on va romandre fins al 1937, excepte el curs 1931-32 en el qual fa estar fent estudis post-doctorals a la universitat de Roma. El 1937 va ser nomenat professor titular de la universitat de Königsberg, però la seva admiració per Hitler va fer que seguís cursos d'artilleria naval i l'agost de 1939 va ser mobilitzat, passant tota la Segona Guerra Mundial com oficial de la Marina de Guerra nazi.
El 1945, quan la guerra s'acabava, va ser capturat per les tropes aliades a la base submarins de Saint-Nazaire, a la França ocupada i va ser presoner de guerra, primer a l'illa de Ré i després a Mulsanne, fins al 1947, quan va otrnar com professor a Hamburg. Però només hi va estar un curs ja que el 1948 va ser nomenat professor de la universitat de Leipzig. El 1958, disgustat amb el règim polític de la República Democràtica Alemanya, va dimitir i va obtenir una plaça de professor a la universitat Tècnica de Berlín. Finalment, el 1964 va ser nomenat professor de la universitat d'Hamburg en la qual es va jubilar el 1964, tot i que va continuar amb algunes activitats de recerca uns anys més.
La obra de Kähler, que va començar amb l'estudi dels n cossos, es va anar inclinant cap a la geometria analítica, on va desenvolupar, a partir de 1932, la geometria de Kähler, basant-se en la mètrica de Hermite i en la que té un paper fonamental la avui anomenada varietat de Kähler. Més endavant es va interessar pels grups de Poincaré, construint varietats en múltiples dimensions que han estat d'interès en la teoria de cordes. En la seva etapa final, les seves inclinacions filosòfiques, va fer que es decantés per la filosofia des d'una perspectiva matemàtica políticament molt dretana. La seva barreja de matemàtica sofisticada, idealisme alemany, nacionalisme extrem, Nietzsche i, sobre tot, Leibniz fa que sigui un personatge totalment fora de lloc.